# Jeremiah Ledbetter
Jeremiah Ledbetter (Orlando, Florida, 2 de junio de 1994) es un jugador profesional estadounidense de fútbol americano que se desempeña en la posición de defensive tackle en Jacksonville Jaguars, equipo de la National Football League (NFL).

## Carrera
Fue seleccionado en la sexta ronda en la Reunión Anual de Selección de Jugadores de la NFL de 2017. Hizo su debut profesional con el equipo Detroit Lions, en el cual jugó una temporada (2017-2018), después pasó a Tampa Bay Buccaneers (2018-2019, 2020-2022), posteriormente a Jacksonville Jaguars, donde lleva jugando tres temporadas.